# Walkeriana andreae
Walkeriana andreae är en insektsart som beskrevs av Green 1899. Walkeriana andreae ingår i släktet Walkeriana och familjen pärlsköldlöss.
Artens utbredningsområde är Kongo. Inga underarter finns listade i Catalogue of Life.